# Nikita Struve
Nikita Alexeïevitch Struve (russe : Никита Алексеевич Струве), né le 16 février 1931 à Boulogne-Billancourt et mort le 7 mai 2016 à Massy, est un écrivain, traducteur et universitaire français d’origine russe, spécialiste de l’histoire de l’émigration russe,.

## Biographie
Petit-fils de Piotr Struve et fils d’Alexeï Petrovitch Struve († 1976), fondateur d’une bibliothèque russe à Paris, Nikita Struve naît à Boulogne-Billancourt, en banlieue parisienne.  
Il fait ses études à la Sorbonne, où il enseigne ensuite le russe dans les années 1950. En 1963, il publie Les chrétiens en URSS, une étude sur l’Église sous le régime soviétique, traduite en cinq langues. En 1979, il soutient sa thèse de doctorat consacrée à Ossip Mandelstam (parue d’abord en français puis traduite en russe par l’auteur). La même année, il est nommé professeur titulaire à l’Université de Paris X-Nanterre, où il prend ensuite la direction du département d’études slaves.  
En 1978, il prend la tête de la section russe des éditions YMCA Press. En 1991, il fonde à Moscou la maison d’édition Russkiy Put (« La Voie russe »). Traducteur, il fait découvrir en français la poésie de Alexandre Pouchkine, Mikhaïl Lermontov, Afanassi Fet, Anna Akhmatova et d’autres poètes russes. En 1996, il publie l’étude majeure Soixante-dix ans d’émigration russe (1919-1989). Il siège également au conseil d’administration de l’Institut de théologie orthodoxe Saint-Philarète, enseigne à Paris-Nanterre et dirige les revues Bulletin du Mouvement chrétien des étudiants russes et Le Messager orthodoxe.  
Sa recherche est profondément marquée par sa fréquentation personnelle de grandes figures de la culture russe et de l’émigration : Ivan Bounine, Alexeï Remizov, Boris Zaïtsev, Semion Frank, Anna Akhmatova ou encore Alexandre Soljenitsyne.

## Famille
Nikita Struve épouse Maria Alexandrovna Struve (1925-2020). Ils ont trois enfants : Daniel Struve (né en 1959), Blandine Lopoukhine (née en 1959) et Mélanie Rakovitch (née en 1963).

## Distinctions
- Prix d’État de la fédération de Russie pour la littérature et les arts (1999)
- Médaille Pouchkine (2008), pour ses contributions aux relations culturelles et éducatives franco-russes
- Médaille du Haut-Commissaire aux droits de l’homme de la Fédération de Russie (2011)

## Publications

### En français
- Les chrétiens en URSS. Paris, Seuil, 1963, 374 p. (2e éd. : Paris, 1964, 428 p.)
- Anthologie de la poésie russe. La Renaissance du XXe siècle. Introduction, choix, traduction et notes. Paris, 1970, 254 p. (2e éd. : Paris, 1991)
- Ossip Mandelstam : la voix, l’idée, le destin. Paris, 1982, 302 p.
- Anthologie de la poésie russe du XIXe siècle. Introduction, choix, traduction et notes. Paris, 1994, 260 p.
- Soixante-dix ans d’émigration russe (1919-1989). Paris, 1996, 302 p.

### En russe
- Осип Мандельштам. Londres, 1988, 336 p. (2e éd. : Londres, 1990 ; 3e éd. : Tomsk, 1992 ; 4e éd. : Moscou, 2011)
- Православие и культура. Moscou, Éd. chrétienne, 1992, 337 p. (2e éd. revue et augmentée : Moscou, Russkiy put, 2000, 632 p.)